# Дмитриевка (Мордовский район)
Дмитриевка — деревня в Мордовском районе Тамбовской области России. Входит в состав Лавровского сельсовета.

## История
В 1862 году деревня насчитывала 122 жителя. Находилась при прудах, в урочище Малейках.
Согласно епархиальным сведениям 1911 года, в то время в деревне насчитывалось 88 крестьянских дворов. Относилась к церковному приходу села Грачёвки, 4,5 верстах от неё. Имелась экономия Водарской.
Наиболее значимыми людьми в деревне в то время были, землевладелица Вольская Елизавета Леопольдовна (1858-1924), мать Владимира Казимировича Вольского. А также, землевладелец Иван Николаевич Дебризов (1872). У них были свои усадьбы. Многие крестьяне работали у них по найму в хозяйстве.
По данным Всесоюзной переписи 1926 года деревня насчитывала 150 домохозяйств, с населением женского пола — 368, мужского — 365, всего 733 жителя.
В 1923 году имелась единая трудовая школа I ступени.
В 1932 году деревня насчитывала 360 жителей.
В 1941 году деревня насчитывала 110 домохозяйств.

## Фамилии
Большинство жителей получило фамилии вскоре после Отмены Крепостного права, в раннем конце XIX века. Многие фамилии, почти без изменений, дошли до наших дней: Волчихины, Васильевы, Исаевы, Кажухины, Мишутины, Николаевы, Солматины, Степановы, Суворовы, Федосеевы.
Самые распространённые по количеству жителей, являются, несколько крестьянских родов, дошедших до наших дней:  Жаровы, Коньковы, Серегины, Чуприковы, Генераловы.

## География
Деревня находится в юго-западной части Тамбовской области, в лесостепной зоне, в пределах Окско-Донской низменной равнины, к западу от автодороги Р193, на расстоянии примерно 33 километров (по прямой) к северо-востоку от Мордова, административного центра района. Абсолютная высота — 167 метров над уровнем моря.

### Климат
Климат умеренно континентальный, относительно сухой, с холодной продолжительной зимой и тёплым летом. Средняя температура воздуха самого холодного месяца (января) — − −10,6 °C (абсолютный минимум — −39 °C); самого тёплого месяца (июля) — 20,6 °C (абсолютный максимум — 40 °С). Продолжительность периода с положительной температурой колеблется от 145 до 150 дней. Среднегодовое количество атмосферных осадков составляет 450—475 мм, из которых большая часть выпадает в тёплый период. Снежный покров держится в течение 135 дней.

### Часовой пояс
Деревня Дмитриевка, как и вся Тамбовская область, находится в часовой зоне МСК (московское время). Смещение применяемого времени относительно UTC составляет +3:00.

## Население
| 2010 |
| ---- |
| 29   |

### Половой состав
По данным Всероссийской переписи населения 2010 года в гендерной структуре населения мужчины составляли 44,8 %, женщины — соответственно 55,2 %.

### Национальный состав
Согласно результатам переписи 2002 года, в национальной структуре населения русские составляли 97 % из 40 чел.